# Ślesin (gmina)
Pour les articles homonymes, voir Ślesin (homonymie).
Ślesin est une gmina mixte du powiat de Konin, Grande-Pologne, dans le centre-ouest de la Pologne. Son siège est la ville de Ślesin, qui se situe environ 17 km au nord de Konin et 95 km à l'est de la capitale régionale Poznań.
La gmina couvre une superficie de 145,69 km2 pour une population de 14 001 habitants en 2016.

## Géographie
| - Plan de la gmina. - Position de la gmina sur la carte du powiat. |

Outre la ville de Ślesin, la gmina inclut les villages et les localités de :
- Biele
- Biskupie
- Bylew
- Dąbrowa Duża
- Dąbrowa Mała
- Głębockie Drugie
- Głębockie Pierwsze
- Goranin
- Ignacewo
- Julia
- Kępa
- Kijowiec
- Kolebki
- Konstantynowo
- Leśnictwo
- Licheń Stary
- Lubomyśle
- Marianowo
- Mikorzyn
- Niedźwiady Duże
- Ostrowąż
- Ostrowy
- Piotrkowice
- Pogoń Gosławicka
- Półwiosek Lubstowski
- Półwiosek Stary
- Rębowo
- Różopole
- Smolniki
- Szyszyn
- Szyszyńskie Holendry
- Wąsosze
- Wygoda
- Żółwieniec

### Gminy voisines
La gmina de Ślesin est bordée :
- des gminy de :
  - Kazimierz Biskupi
  - Kleczew
  - Kramsk
  - Skulsk
  - Sompolno
  - Wierzbinek
  - Wilczyn

- de la ville de :
  - Konin

## Structure du terrain
D'après les données de 2002 la superficie de la commune de Ślesin est de 145,69 km2, répartis comme tel :
- terres agricoles : 59 %
- forêts : 21 %

La commune représente 9,23 % de la superficie du powiat.

## Démographie
Données du 30 juin 2004 :
| Description        | Total  | Total | Femmes | Femmes | Hommes | Hommes |
| ------------------ | ------ | ----- | ------ | ------ | ------ | ------ |
| Unité              | Nombre | %     | Nombre | %      | Nombre | %      |
| population         | 13 342 | 100   | 6 770  | 50,7   | 6 572  | 49,3   |
| Densité (hab./km²) | 91,6   | 91,6  | 46,5   | 46,5   | 45,1   | 45,1   |